# Nosorožec jednorohý
Jednorohý nosorožec (Elasmotherium) je vyhynulý živočich ze skupiny velkých nosorožců, jenž žil v Asii v pleistocénu převážně v době před 2,6 miliony až 29 000 lety. Dosahoval délky 5–6 metrů a v kohoutku měřil až 2,7 metru. Jeho hmotnost činila až 7 tun. Toto zvíře však mělo i přes svoji mohutnost velmi slušnou pohyblivost. Na lebce mělo impozantní keratinový roh s bází téměř přes celou obličejovou část lebky. Délka rohu byla kolem 2 metrů. Elasmotheria se vyskytovala v otevřených stepích a na pobřeží řek, kde se živila travou, příbřežními rákosy a malými keři.
Podčeleď Elasmotheriinae, kam tento rod patří, se oddělila od podčeledi Rhinocerotinae, do které spadají všechny recentní druhy nosorožců, přibližně před 47 miliony let.
Největším druhem byl Elasmotherium sibiricum, který přežíval ve stepních oblastech východní Evropy a střední Asie až do období před přibližně 39 tisíci roky.

## V populární kultuře
V mýtech a pohádkách sibiřských etnik Jakutů a Evenků vystupují vedle mamutů i obrovská jednorohá zvířata podobná býkům. Také arabský cestovatel Ibn Fadlán v 10. století popsal obrovské jednorohé zvíře, větší než dvouhrbý velbloud, které mělo žít ve stepích dnešního Kazachstánu. Fadlán uvádí, že v Bulgaru viděl šavle a dýky s rukojetí z jeho rohu. Jednorohý nosorožec se objevuje především v trikovém dokumentu Impossible Pictures Prehistorický park. Vyobrazen byl také v sedmé epizodě seriálu Armagedon zvířecí říše. Mohl se stát také předlohou mýtů jako je jednorožec.